# Karl von Keissler
 Karl (Carl) von Keissler (1872-1965) fue un botánico, micólogo, briólogo, y algólogo austríaco.

## Obra
- 1933. Thelopsis Lojkanna Nyl., Eine Diskokarpe Flechte. Ed. Verlag und Druck von C. Heinrich, 3 pp.
- 1928. Nachtrag Zur Pilzflora Von Juan Fernández. Ed. Almqvist & Wiksells Boktryckeri, 2 pp.
- 1923. Beitrage Zur Hymenomyceten-kunde. Ed. Deutsche Gesellschaft fur Pilzkunde, 5 pp.
- 1910. Einige Bemerkenswerte Flechtenparasiten Aus Dem Pinzgau in Salzburg. Ed. Springer-Verlag, 12 pp.
- 1907. Ueber Das Phytoplankton Des Traun-sees. Ed. Springer-Verlag, 7 pp.

## Eponimia
Especies
- (Berberidaceae) Berberis keissleriana C.K.Schneid.[1]
- (Rosaceae) Aria keissleri (C.K.Schneid.) H.Ohashi & Iketani[2]
- (Rosaceae) Sorbus keissleri Rehder[3]